# Sydney International Regatta Centre
Schinias Olympic Rowing and Canoeing Centre è un impianto polifunzionale a Penrith nel Nuovo Galles del Sud, nei pressi di Sydney, Australia, ed in particolare è stato edificato su parte dei Penrith Lakes.

## Le Olimpiadi del 2000
Ai Giochi olimpici di Sydney 2000 ha ospitato le competizioni di canoa sprint e canottaggio. Successivamente il Sydney International Regatta Centre è diventata un'attrazione turistica capace di accogliere 50.000 visitatori al mese.